# Grotte (färja)
Grotte är en dansk elfärja, som levererades 2021 till Molslinjen av Hvide Sande Shipyard i Hvide Sande. Hon har sitt namn efter Grotte i sagan "Grottesången" om de två jättinnorna och systrarna Fenja och Menja som maler guld på kvarnen Grotte.
Grotte seglar på Fanølinjens 2,5 kilometer långa rutt mellan Esbjerg och Fanø, där färjorna också passerar en bit av det miljökänsliga Nationalpark Vadehavet, tillsammans med systerfärjorna Fenja och Menjaö. Hon är dubbeländad och försedd med litiumbatterier på 1 107 kWh. Laddning sker i färjeläget i Esbjerg och batterierna börjar laddas 20 sekunder efter att färjan kommit fram. De är fulladdade efter sju minuter.

## Bildgalleri

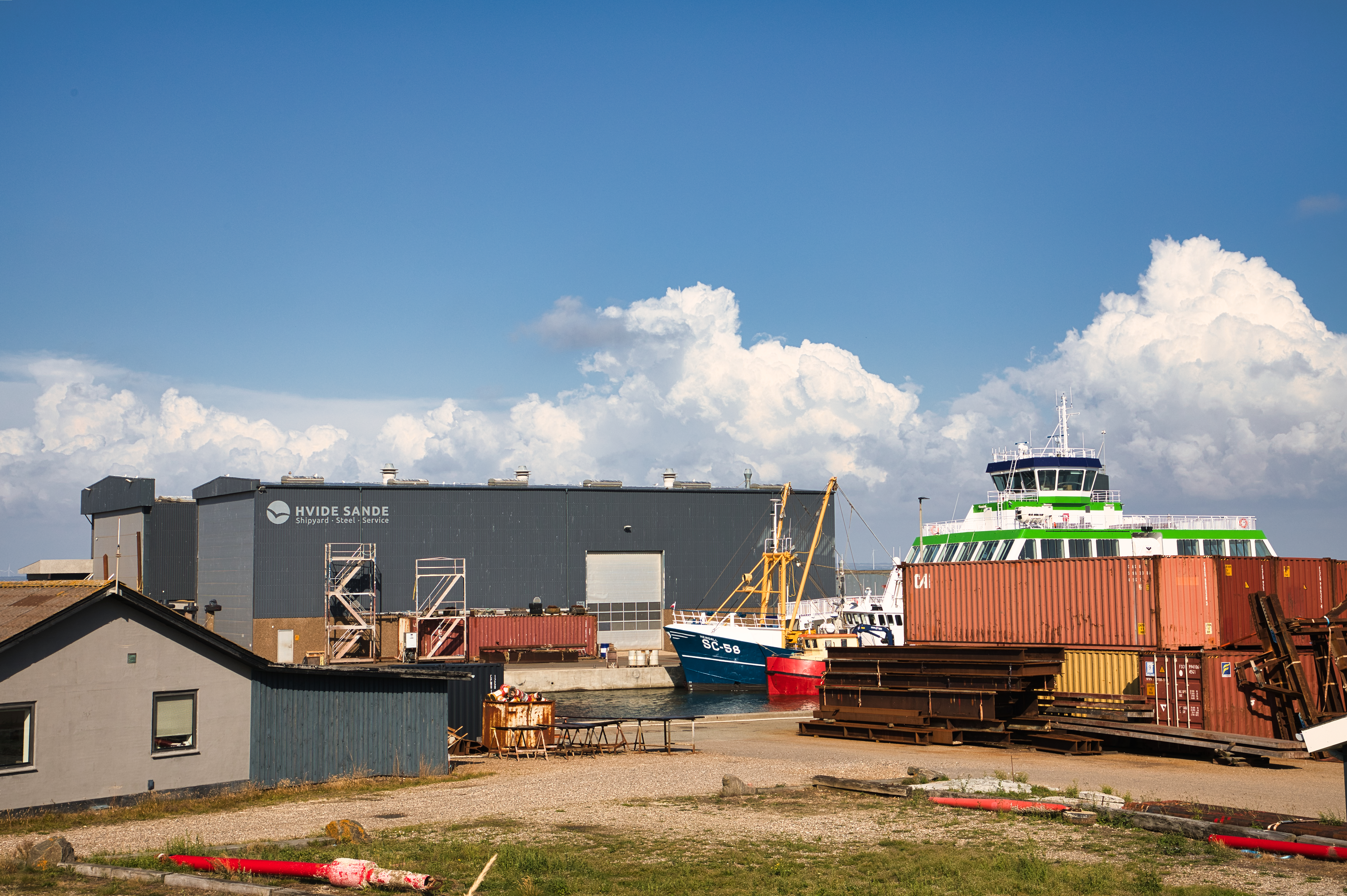
Grotte på varvet i Hvide Sande, augusti 2021.
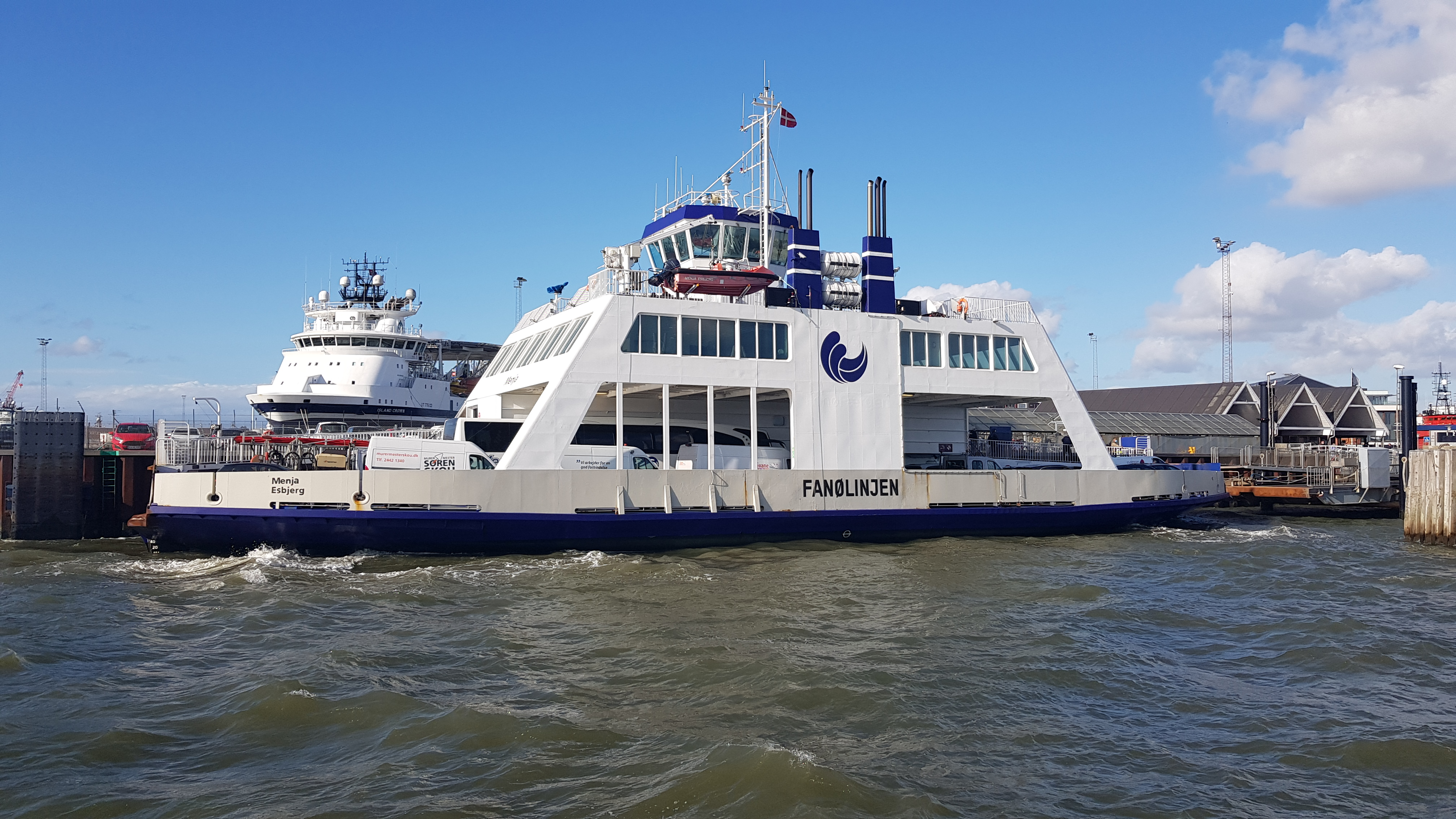
Systerfartyget Menja i Esbjergs hamn
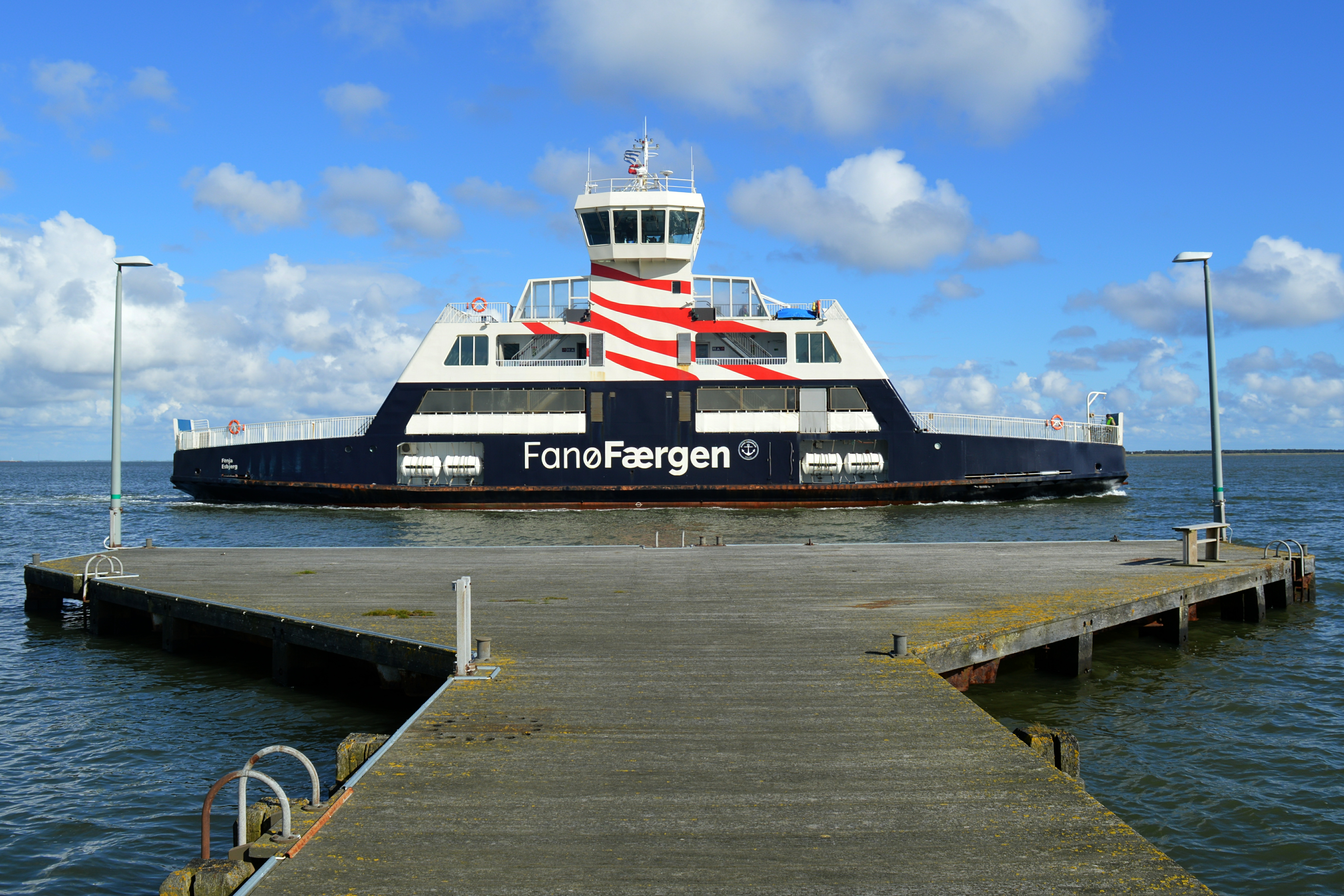
Systerfartyget Fenja
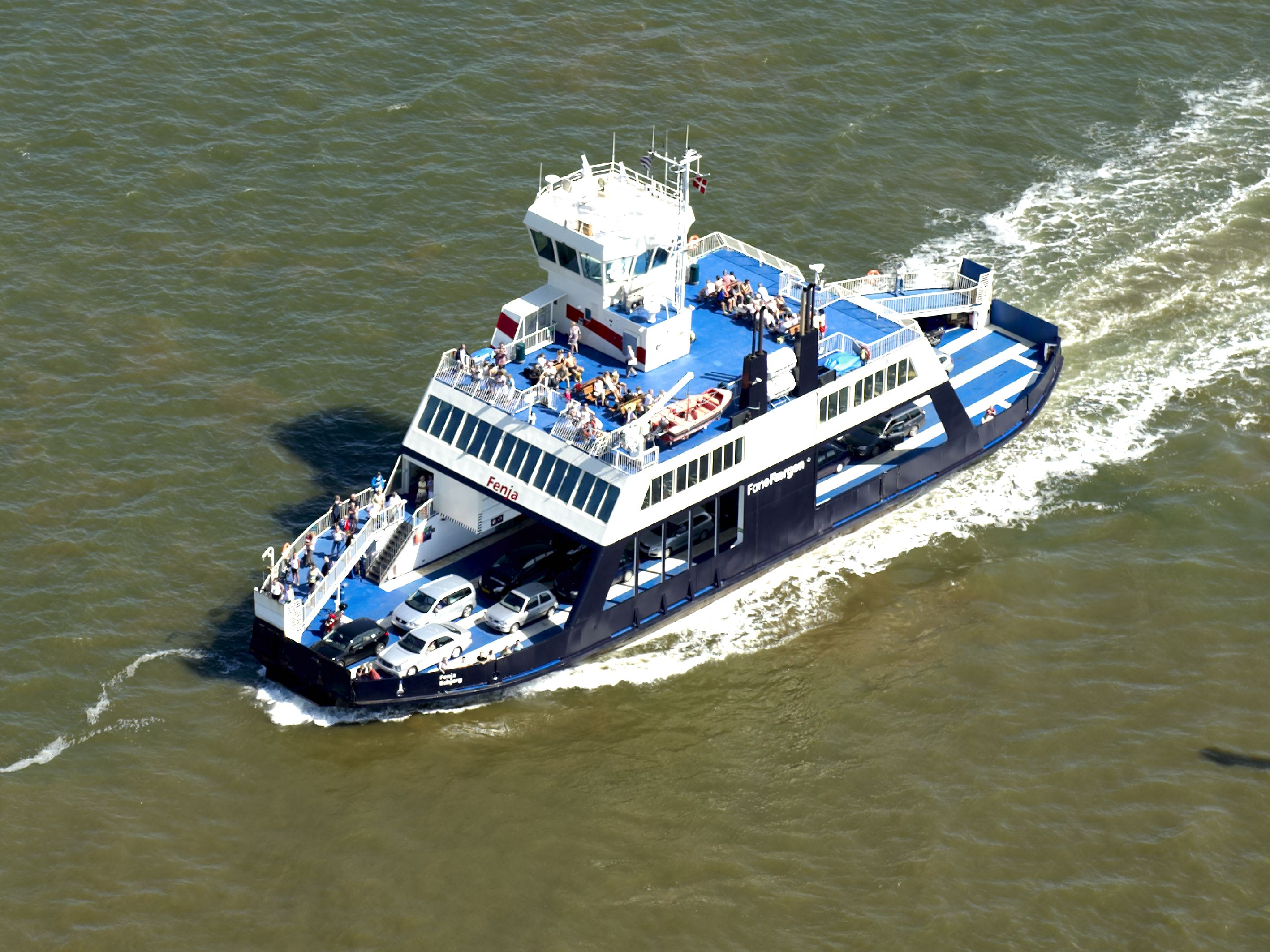
Fenja